# Thomas Stevens

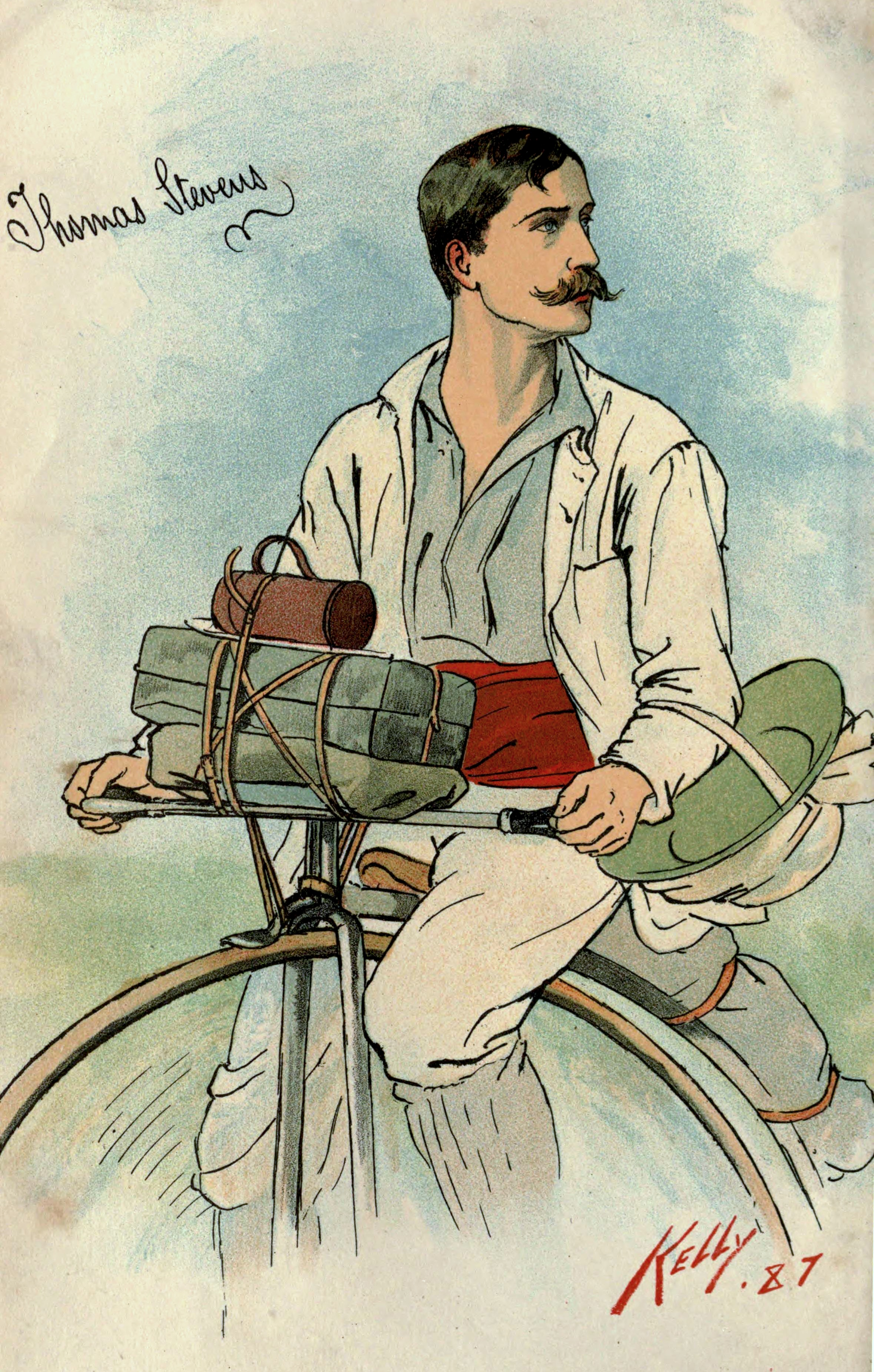
Thomas Stevens auf dem Hochrad

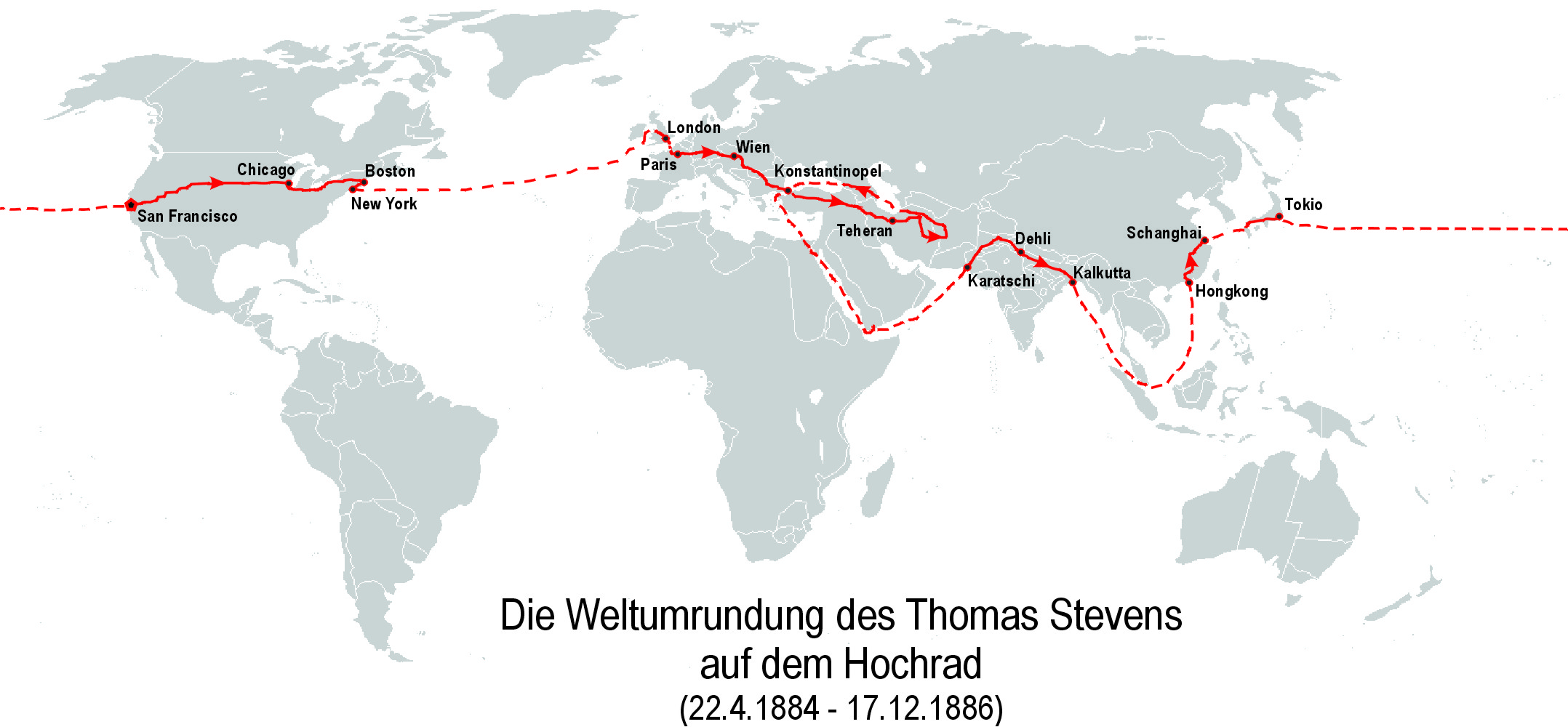
Stevens‘ Reiseroute bei seiner Weltumrundung

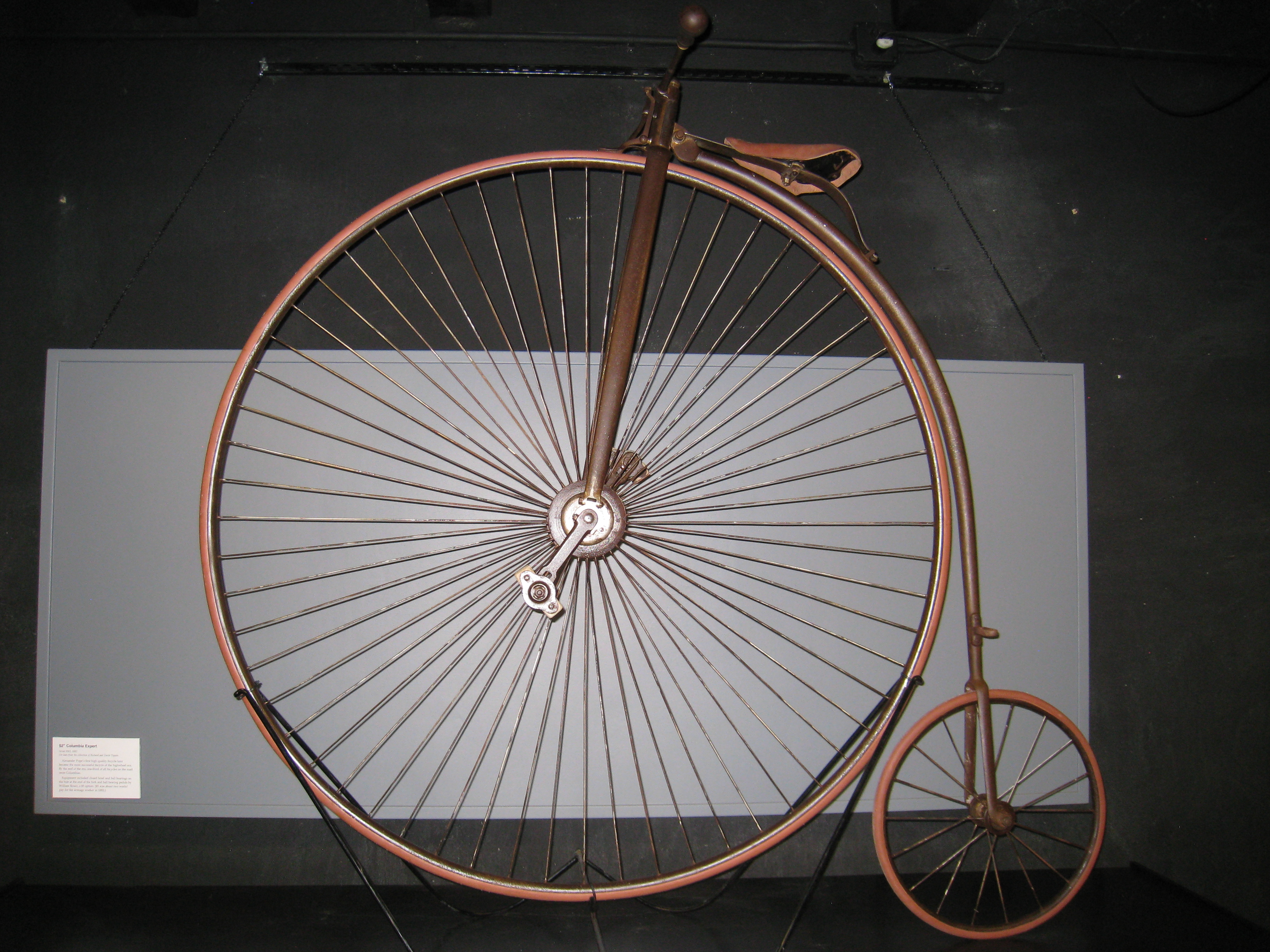
Columbia Expert (1882) entspricht bis auf den Raddurchmesser (hier 52 Zoll) dem Rad Stevens

Thomas Stevens (* 24. Dezember 1854 in Great Berkhamstead; † 24. Januar 1935 in London) war ein britischer Autor und Abenteurer, der als erster Mensch die Welt auf einem Fahrrad umrundete.

## Frühe Jahre
Thomas Stevens wuchs in Berkhamstead als ältester Sohn des Arbeiters William Stevens auf. Schon als Kind hatte er eine Vorliebe für Sport und zeigte großes Interesse für Abenteuer- und Reiseliteratur.  Nach Abschluss der Schule wurde er in einem Gemüseladen angestellt und sorgte für den Familienunterhalt, da sein Vater in die USA ausgewandert war; die Familie sollte folgen. Bevor es dazu kam, erkrankte die Mutter, und William Stevens kehrte nach Großbritannien zurück. 1871 hatte Tom Stevens genügend Geld gespart, um seinerseits in die USA auszuwandern. Zwei Jahre später folgten ihm seine Eltern und seine Brüder. Zunächst arbeitete er auf einer Farm in Wyoming und in Colorado in einer Mine. Dann zog er nach San Francisco.

## Die Weltumrundung
In San Francisco lernte Stevens das Fahren auf dem Hochrad. Schon bald begab er sich auf seine erste Fahrt, von der einen Küste der USA zur anderen; die Strecke war 5953 Kilometer lang. Am 22. April 1884 fuhr er in San Francisco los und kam 103 Tage später in Boston an.
Über seine Fahrt mit einem gewöhnlichen 50-Zoll-Hochrad des Herstellers Columbia schrieb Stevens eine Serie von Artikeln für die Zeitschrift Outing, die dem Fahrradproduzenten Colonel Albert Pope gehörte. Pope erklärte sich bereit, Stevens eine Reise um die Welt zu finanzieren, die drei Jahre dauern sollte. Am 9. April 1885 verließ Stevens New York und erreichte am 19. April 1885 mit dem Schiff Liverpool, das er am 2. Mai in Begleitung einiger britischer Radfahrer verließ. Stevens fuhr mit seinem Pope-Rad von Frankreich über Deutschland, Österreich, Ungarn, Rumänien, Bulgarien bis zum Osmanischen Reich.
Auf seiner Reise auf dem Fahrrad Richtung Osten wurde er immer wieder von Menschenmengen bestaunt, die ihn aufforderten, Vorführungen mit dem Rad zu machen. Er nahm das mit Humor, auch wenn er davon sowie von ständigen Befragungen durch die Polizei mitunter genervt war. In Konstantinopel legte er eine Pause ein; bei der Weiterfahrt wurde er überfallen, konnte jedoch die Räuber mit seinem Smith-&-Wesson-Revolver abschrecken. Den Winter verbrachte er in Teheran, um weiter nach Russland zu fahren, was ihm verwehrt wurde, so dass er trotz Warnungen eine Route durch Afghanistan und Indien wählte. Im afghanischen Farah wurde er jedoch inhaftiert und an der Weiterfahrt gehindert, so dass er mit dem Zug nach Konstantinopel zurückkehren und mit dem Schiff nach Indien reisen musste. Dort durchquerte er das Land über die Grand Trunk Road bis nach Hongkong. Wiederum schlug er Warnungen in den Wind und fuhr weiter nach China, das er jedoch nach wenigen Wochen wegen der feindseligen Einstellung der Bewohner wieder Richtung Shanghai verließ. Dort nahm er ein Dampfschiff nach  Japan, das ihm wegen seiner freundlichen Bevölkerung und der guten Straßen gefiel. Am 17. Dezember 1886 erreichte Stevens Yokohama, das Ziel seiner Reise, nach einer Fahrt von 13.500 Meilen (22.000 Kilometer). Er fuhr mit dem Schiff weiter nach San Francisco, verfasste ein zweibändiges, 1000 Seiten dickes Buch über seine Erlebnisse, wurde berühmt und reiste durch die USA zu Lesungen und Vorträgen.

## Reisen nach Afrika, Russland und Indien
Im Dezember 1888 sprach ihn die Zeitung New York World an, er solle sich auf die Spur von  Henry Morton Stanley in Afrika begeben. Stanley war in Richtung des Flusses Kongo gereist, um dort den Gouverneur der südlichsten Provinz des Sudan Äquatoria, den deutschen Forscher Emin Pascha, aus der Hand des Mahdisten Abdallahi ibn Muhammad  zu befreien. Dieser verlangte, dass Queen Victoria in den Sudan kommen und zum Islam konvertieren solle.
Stevens reiste nach Sansibar und leitete eine sechsmonatige Suchexpedition durch Kenia und Tansania, über die er in Artikeln berichtete, was das Konkurrenzblatt der New York World, die New York Herald bewegte, ebenfalls einen Reporter auf die Suche nach Stanley zu schicken, was zu einem absurden Wettkampf führte, den Stevens schließlich gewann. Er traf Emin Pascha, der mit ihm kommen durfte. Das Buch über seine Abenteuer Scouting for Stanley in East Africa war ebenfalls sehr erfolgreich.
1890 schickte ihn die New York World nach Russland, wo Stevens einer US-amerikanischen Showtruppe ein Pferd namens Texas abkaufte und damit 1000 Meilen (1600 Kilometer) durch das russische Hinterland ritt bis zum Schwarzen Meer. Er besuchte das Landhaus von Leo Tolstoi, interviewte den Dichter und schrieb nach seiner Rückkehr das Buch Through Russia on a Mustang.
Anschließend kaufte sich Thomas Stevens, der keinerlei nautische Erfahrung besaß, ein Schiff und befuhr damit Flüsse in Osteuropa. Eine Artikelserie über diese Reisen erschien in der World. 1893 machte er seine letzte große Reise nach Indien, um dort den Geheimnissen von Hindu-Asketen auf die Spur zu kommen. Dort lernte er einen Eremiten kennen, der erstaunliche Dinge tat, die Stevens fotografierte. Zurück in den USA  zeigte er seine Fotos als Dia-Show und bestätigte der New York Times, dass die wundersamen Geschichten, die man über indische Wunder erzähle, „alle wahr“ seien. Die Vorträge und Fotos ernteten gemischte Reaktionen, und es wurden auch keine längeren Artikel darüber abgedruckt. Zudem bekannte Stevens Freunden gegenüber, er sei das Reisen leid.

## Zurück in England
Im Jahr darauf kehrte Thomas Stevens zurück nach England und heiratete die Witwe Frances Barnes. Sie brachte sechs Kinder mit in die Ehe, darunter zwei Töchter,  Violet und Irene Vanbrugh, die später bekannte Schauspielerinnen wurden. Mehrere Jahre lang arbeitete Stevens als Geschäftsführer des berühmten Garrick-Theaters. Während und nach dem  Ersten Weltkrieg stellte er als Freiwilliger künstliche Körperteile für verwundete Soldaten her.  Thomas Stevens starb im Alter von 80 Jahren an Krebs; er liegt auf dem East Finchley Cemetery begraben.

## Publikationen
- 20 000 Meilen mit dem Hochrad 1884–1886. Hrsg. v. Hans-Erhard Lessing. Thienemann: Stuttgart 1984. ISBN 3-522-60670-1
- Scouting for Stanley in East Africa. Cassell Publishing Company, New York, 1890
- Through Russia on a Mustang. Cassell Publishing Company, New York, 1891